# 松平近明
松平 近明（まつだいら ちかあきら）は、出雲広瀬藩の第4代藩主。直政系越前松平家広瀬藩分家4代。

## 経歴
第2代藩主・松平近時の4男として江戸にて生まれる。母は側室・大竹氏。享保13年（1728年）、兄の近朝が死去した際、その養子として家督を継いだ。
享保17年（1732年）から大飢饉に見舞われたため、幕府から3000両を借りて何とか窮状を凌いだが、享保20年（1735年）にも飢饉に遭うなど、藩政は多難を極め、財政難が始まった。
また、近明は生来から病弱で、入国したことがあるのは1回だけ、しかも登城する時にも代理人を立てるなどの有様で、寛延2年（1749年）8月9日に家督を長男の近輝に譲って隠居し、猪寛と号した。宝暦5年（1755年）4月21日、江戸にて死去した。享年54。